# Adrian Lux
 (mars 2016).
Si vous disposez d'ouvrages ou d'articles de référence ou si vous connaissez des sites web de qualité traitant du thème abordé ici, merci de compléter l'article en donnant les références utiles à sa vérifiabilité et en les liant à la section « Notes et références ».
Adrian Lux (de son vrai nom Prinz Adrian Johannes Hynne), né le 1er mai 1986, est un DJ et producteur de musique suédois de Techno/ House. Il a gagné de la visibilité grâce à son titre Teenage Crime qui a été intégré dans l'album-compilation du groupe de DJ suédois Swedish House Mafia Until Now. De plus, son titre Can't Sleep a été utilisé pour la bande sonore du jeu FIFA 11. Il a aussi fait des remix de Lana Del Rey, Deborah Cox, Basement Jaxx, Salem Al Fakir et Oscar Linnros. En 2012, il a également collaboré avec le groupe de rock suédois Kent.

## Discographie

### Albums studio
- Adrian Lux (2012)

### EPs
- Teenage Crime - EP (2010)
- Strawberry - EP (2010)
- Alive (Feat. The Good Natured) - EP (Remixes Part 1) - EP (2011)
- Can't Sleep (Remixes) - EP (2011)
- Teenage Crime (Remixes) - EP (2011)

### Singles
- Teenage Crime (2010)
- Alive (avec The Good Natured) (2011)
- Boy (avec Dante) (2011)
- Burning (avec Dante) (2012)
- Fire (avec Lune) (2012)
- Damaged (2013)
- Wild Child (avec Marcus Schössow et JJ) (2013)
- Torn Apart (2015)